# Sea Cliff
Sea Cliff – wieś w Stanach Zjednoczonych, w stanie Nowy Jork, w hrabstwie Nassau.